# Fatalna nesreća
Fatalna nesreća (eng. Crash) je socijalna drama redatelja Paula Haggisa iz 2004. godine o rasizmu i netrpeljivosti na ulicama Los Angelesa, ovjenčana trima Oscarima, uključujući onog za najbolji film, kojeg je osvojila u konkurenciji s favoriziranom Planinom Brokeback.

## Radnja
Radnja se odvija na ulicama Los Angelesa, gdje kroz velik broj likova otkrivamo opasnosti, ali i shvaćamo sveprisutnost rasizma i netrpeljivosti u svim slojevima modernog društva.

## Glavne uloge
- Chris Ludacris Bridges
- Sandra Bullock
- Don Cheadle
- Matt Dillon, za ovu ulogu nominiran za Oscara
- Brendan Fraser
- Terrence Howard
- Thandie Newton
- Ryan Phillipe

## Kontroverze
Velika se prašina podigla kad je Fatalna nesreća na 78. dodjeli nagrade Oscar nagradu za najbolji film osvojila u konkurenciji s favoritom Planina Brokeback, koja je najboljim filmom prozvana na svim bitnijim festivalima od Venecije do Zlatnih globusa. 
Teorije o tome zašto se Akademija odlučila za Fatalnu nesreću različite su: neki tvrde kako je riječ o lokalpatriotizmu glasača, koji su mahom iz Los Angelesa, jer se ovaj film, kao i prošli dobitnik, Djevojka od milijun dolara, odvija u tom području. Ta je teorija ubrzo odbačena, jer prije ta dva filma niti jedan dobitnik Oscara za najbolji film nije bio smješten u L.A. Drugi, pak, tvrde da je riječ o homofobiji glasača - nekolicina njih javno je tijekom perioda glasanja izjavila kako ne žele pogledati Planinu Brokeback.
E. Annie Proulx, autorica kratke priče Planina Brokeback, po kojoj je nastao scenarij tog filma, žestoko je nakon dodjele napala Akademiju i Fatalnu nesreću, nazivajući je smećem, a izvor problema smjestila je u scijentološke redove, čiji su pripadnici mnogi glasači Akademije, baš kao i redatelj Fatalne nesreće Paul Haggis.